# Суйда (посёлок)
Су́йда — посёлок в Гатчинском муниципальном округе Ленинградской области.

## История
Впервые упоминается в Писцовой книге Водской пятины 1500 года как село Суйда в Никольском Суйдовском погосте Копорского уезда.
В новгородские времена вблизи Суйды существовал небольшой женский монастырь в 1612 году сожжённый шведами. 
Упоминается как деревня SuidaSeredka by и пустошь Suida Kirkie by Ödhe в Суйдовском погосте в шведских «Писцовых книгах Ижорской земли» 1618—1623 годов.
Деревня Suida обозначена на карте Ингерманландии А. И. Бергенгейма составленной по материалам 1676 года.
Пётр I передал бывшую шведскую мызу своему сподвижнику Фёдору Апраксину.
В мае 1759 года у его внука мызу с приписанным к ней селом Воскресенским (318 крестьян м. п.) купил А. П. Ганнибал — прадед А. С. Пушкина.
Деревня Сюйда обозначена на карте Санкт-Петербургской губернии Я. Ф. Шмидта 1770 года. 
При А. П. Ганнибале был разбит усадебный парк с прудом. После его смерти 14 мая 1781 года мыза Суйда отошла к старшему сыну — И. А. Ганнибалу, известному русскому генералу. 
По ревизским сказкам мыза Суйда была вотчиной Ганнибалов и принадлежала Ивану Абрамовичу.
По IV-й ревизии 1782 года в ней было 45 душ мужского и 31 душа женского пола.
По V-й ревизии 1795 года — 52 души мужского и 30 душ женского пола.
В 1805 году потомки Ганнибала продали Суйду коллежскому асессору В. В. Цыгареву.
Как Мыза Сюйда она упомянута на «Топографической карте окрестностей Санкт-Петербурга» Ф. Ф. Шуберта 1831 года и «Топографической карте частей Санкт-Петербургской и Выборгской губерний» в 1860 году.
В 1830—1840-е годы владелицей мызы была полковница Евдокимова. 

СУЙДА — мыза владельческая при колодце, число дворов — 1, число жителей: 5 м. п., 6 ж. п.
(1862 год)

В 1870-е годы владельцем мызы был Иван Александрович Горчаков.
На карте 1879 года мыза вновь обозначается как Сюйда.

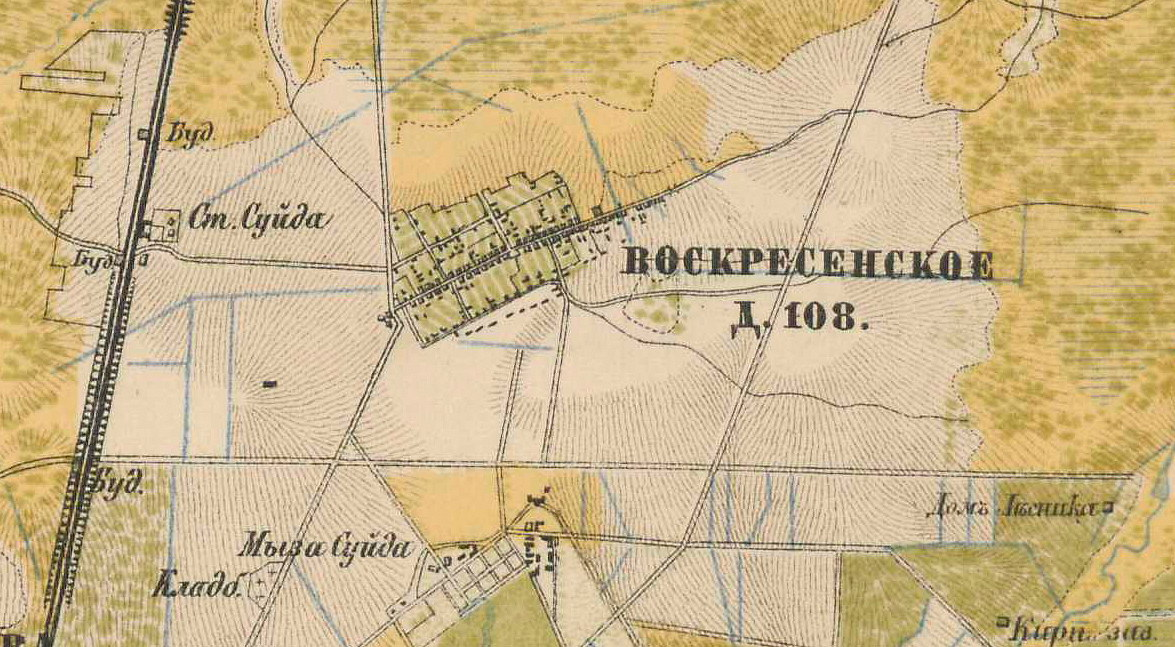
Село Воскресенское и мыза Суйда. 1885 год

Согласно материалам по статистике народного хозяйства Царскосельского уезда 1888 года мыза Суйда площадью 1269 десятин принадлежала финляндскому уроженцу К. Н. Геймбергеру, мыза была приобретена в 1877 году за 65 500 рублей, дом, охота и мельница сдавались в аренду. Кроме того, имение при селении Суйда площадью 348 десятин принадлежало действительному тайному советнику И. А. Горчакову, имение было приобретено до 1868 года.
В 1897 году усадебный дом Ганнибалов сгорел.
В конце XIX — начале XX века Суйда административно относилась к Гатчинской волости 2-го стана Царскосельского уезда Санкт-Петербургской губернии.
По данным «Памятной книжки Санкт-Петербургской губернии» за 1905 год имение Суйда площадью 911 десятин принадлежало вильманстрандскому гражданину Константину Николаевичу Геймбергеру, а мыза Суйда площадью 251 десятина принадлежала действительному статскому советнику Ивану Александровичу Горчакову. 
С 1917 по 1923 год посёлок Суйда входил в состав Воскресенского сельсовета Гатчинской волости Детскосельского уезда.
С 1923 года в составе Гатчинского уезда.
Согласно данным переписи населения СССР 1926 года в посёлке совхоза Суйда Воскресенского сельсовета Троцкой волости Троцкого уезда проживали 98 человек: русские, латыши, эстонцы, финны и немцы.

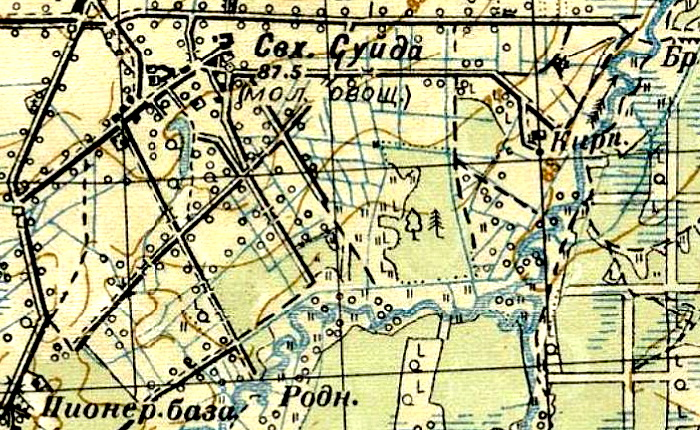
План посёлка Суйда. 1931 год

По административным данным 1933 года это была деревня Суйдинская, которая также входила в состав Воскресенского сельсовета Красногвардейского района. 
Могила А. П. Ганнибала находилась на старом суйдинском кладбище, ныне утраченном. В советское время на предполагаемом месте могилы была установлена памятная стела.
В период между двумя мировыми войнами в Суйде была основана селекционная станция — Опытно-производственное хозяйство госхоз «Белогорка», известная селекционными и картофелеводческими традициями.
По данным 1966, 1973 и 1990 годов посёлок Суйда (опытное хозяйство) также входил в состав Воскресенского сельсовета.
В 1997 году в посёлке проживали 1073 человека, в 2002 году также 1073 человека (русские — 94%), в 2007 году — 1064, в 2010 году — 1061 человек.

## География
Посёлок расположен в центральной части Гатчинского района на автодороге 41К-100 (Гатчина — Куровицы) в месте примыкания к ней автодороги 41К-101 (Никольское — Воскресенское).
Расстояние до административного центра поселения, посёлка Кобринское — 6 км

## Демография
| 1862 | 1997  | 2007  | 2010  | 2014  | 2017  |
| ---- | ----- | ----- | ----- | ----- | ----- |
| 11   | ↗1073 | ↘1064 | ↘1061 | ↗1185 | ↘1123 |

### Национальный состав
Согласно данным Всероссийской переписи населения 2021 года в посёлке проживали 816 человек, из них:
русские — 769, татары — 3, финны — 3, армяне — 2, молдаване — 2, украинцы — 1, другие национальности — 21 человек, остальные национальность не указали.

## Инфраструктура
- Отделение почтовой связи
- Фельдшерско-акушерский пункт
- Ясли-сад
- Школа
- ГУ ОПХ «Суйда» — сельскохозяйственная продукция
- ООО «Суйда-Имидж» — строительство, грузоперевозки.

На 2014 год в посёлке было учтено 447 домохозяйств.

## Транспорт
К западу от посёлка расположена платформа Суйда железной дороги Санкт-Петербург — Луга, по которой осуществляется пассажирское сообщение пригородными электропоездами.
Близ посёлка проходит автодорога 41К-100 (Гатчина — Куровицы), по которой осуществляется автобусное сообщение пригородными маршрутами:
- № 151 Гатчина — Сиверский
- № 151Д Гатчина — Дружная Горка
- № 534 Гатчина — Вырица

## Достопримечательности
В усадебном флигеле располагается музей-усадьба «Суйда». Рядом сохранились Верхний (регулярный) и Нижний (пейзажный) парки общей площадью около 26 га, липовые аллеи, пруд с двумя островками и каменный диван Ганнибала.
В селе Воскресенское неподалёку от Суйды находится стела, находившаяся ранее на месте предполагаемой могилы А. П. Ганнибала.

## Фото

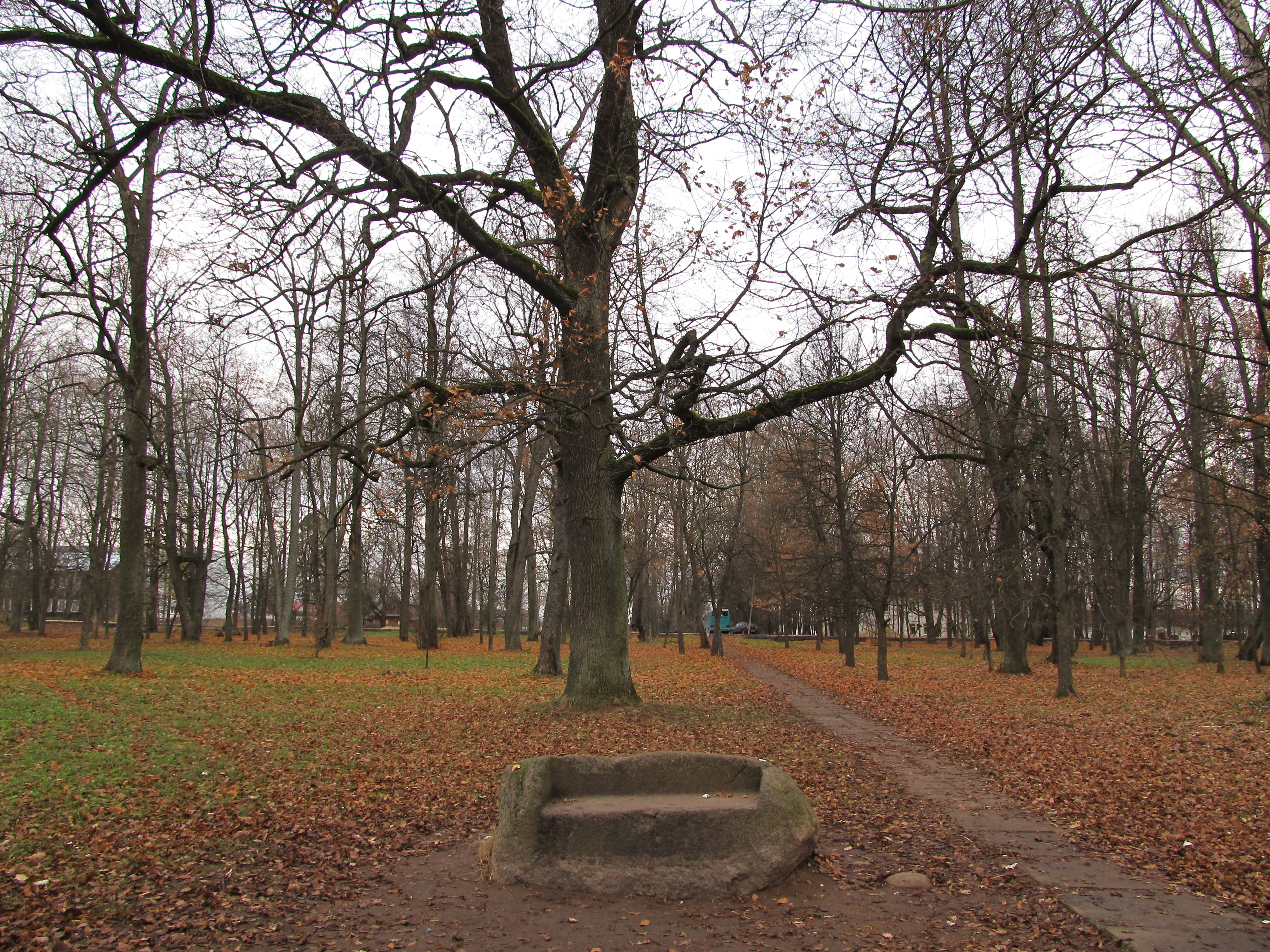
Парк и каменный диван Ганнибала
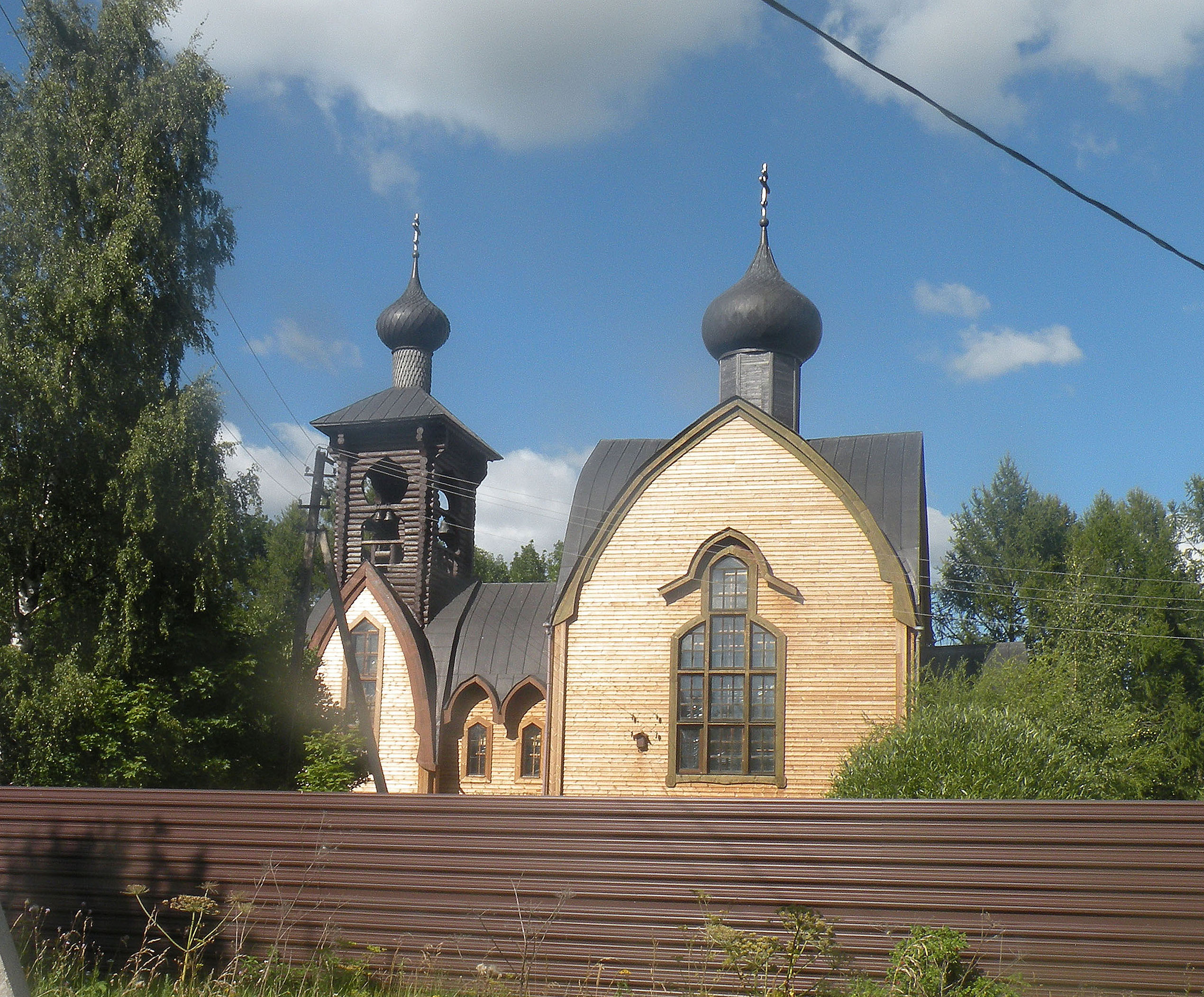
Церковь Вознесения Христова в Суйде

## Улицы
Берёзовая, проезд ГРС Суйда, Красная, Парковая, Центральная, Центральный сквер.

## Садоводства
Егерьское, Лесное, Новое.